# Срінагар (Уттаракханд)
Срінагар (англ. Srinagar) — місто в окрузі Паурі-Гархвал індійського штату Уттаракханд. Тут розташовано Гархвальський університет імені Хемваті Нандана Бахугуни.
| Індія | Це незавершена стаття з географії Індії. Ви можете допомогти проєкту, виправивши або дописавши її. |